# نوتر-دام-دو-لا-په، کبک
نوتر-دام-دو-لا-په (به فرانسوی: Notre-Dame-de-la-Paix) شهری در منطقه شهری پاپینو ناحیه اوتاوه در استان کبک کانادا است. در سرشماری سال ۲۰۱۱ این شهر ۷۰۴ نفر جمعیت داشته‌است و مساحت آن ۱۰۵٫۹ کیلومتر مربع است.